# Monkee Bizniz Vol. 1
Monkee Bizniz Vol. 1 è il dodicesimo mixtape del rapper italiano Bassi Maestro, pubblicato nel 2005.

## Tracce
CD 1
1. Fuck 50 di Fat Joe
2. Outta Control di 50 Cent
3. Clickety Clank di Sheek Louch
4. Checkmate di Jadakiss
5. Be Easy di Clinton Sparks feat. Fat Joe & Jadakiss
6. So Much More di Fat Joe
7. For the Nasty di Q-Tip feat. Busta Rhymes & Pharrel
8. I Need That di Frank'n'Dark
9. The Potion di Ludacris
10. 2 Glock 9's di T.I. feat. Beanie Sigel
11. Like That di Memphis Bleek
12. Yes di Memphis Bleek
13. Tha Way It Iz di Big Shug
14. Projects di Hasstyle
15. Nice di Pitch Black feat. Style P
16. Love di A.G.
17. Ghetto di Likwit Junkies
18. Hoodstomp di KV
19. Piece of Mind di Talib Kweli
20. Work Ethics di Deep rooted feat. Main Flow
21. Murder INC Diss (Live) di The Game
22. Runnin' di The Game feat. Tony Yayo
23. Dirty Dirty (Exclusive unreleased Cockish Remix) di ODB (RIP)
24. Get Shook!! (Exclusive Busdeezy Blend) di J Lo feat. Mobb Deep
25. Memory Lane di OC

CD 2
1. FibraSupa&Cock (Exclusive) di Bassi Maestro, Fabri Fibra & Supa
2. Musica vera di Mistaman feat. Mad Buddy & Stokka
3. Nessuno si muova di Gué Pequeno feat. Marracash & Vincenzo Aken da via Anfossi
4. Le strade di Mondo Marcio feat. Jack the Smoker
5. Sexy mà di Numeri 2
6. Muovi quel c... di Dj Fede feat. El Prez
7. Get it up di Amir & Phil feat. Afu Ra
8. Rime che ciao di Amir, Yoshi, Primo
9. Bang Bang remix (Exclusive) di Bassi Maestro feat. Supa
10. Eloosssaii!! di Supa
11. Bling bling di Michel feat. Massakrasta
12. Affari seri di Misa feat. Shikko & Incendio
13. New kingz di Inoki feat. Tek Money & Club Dogo
14. Hater vs hater di Da Bootzleg
15. Dinamiche dominanti di Snake feat. Jack&Gomez
16. Tutto quello che mi resta di One Mic
17. Forte e chiaro di Ibo
18. Lascio stare di Nesly Rice
19. Più forte (Exclusive Busdeez Remix) di A.T.P.C. feat. Bassi Maestro